# بروو
بروو (به لاتین: Berevo) یک منطقهٔ مسکونی در ماداگاسکار است که در بلنی تسیریبینا (ناحیه) واقع شده‌است. بروو ۳٬۰۰۰ نفر جمعیت دارد و ۵۱ متر بالاتر از سطح دریا واقع شده‌است.